# Dánsko-švédský farmářský pes
Dánsko-švédský farmářský pes, známý také jako dánsko-švédský selský pes nebo dánský kuřecí pes (švédsky Dansk-Svensk Gardshund, anglicky Danish Swedish Farmdog), je malé až středně velké psí plemeno s povahou přátelského společníka a zdatného lovce hlodavců. Plemeno plně uznává Mezinárodní kynologická federace (FCI) a řadí jej do skupiny Pinčové, knírači, plemena molossoidní a švýcarští salašničtí psi, do sekce Pinčové a knírači. Číslo oficiálního standardu je 356.

## Historie

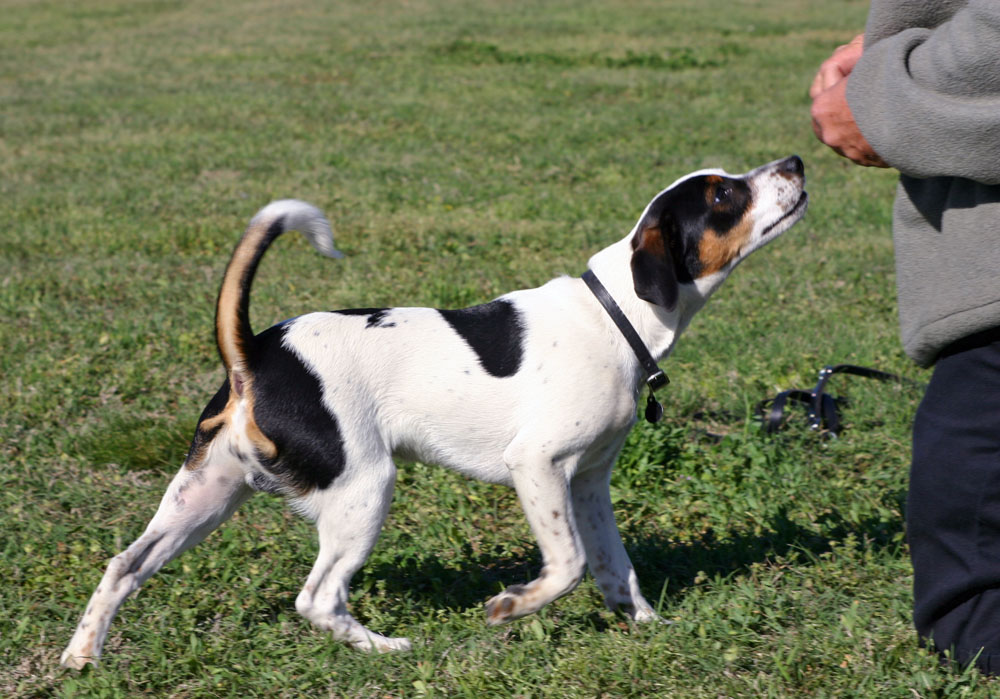

Dánsko-švédský farmářský pes je plemeno poměrně staré, které již před dlouhou dobou chytalo hlodavce v Dánsku a na jihu Švédska. Jeho původní zemí původu bylo pouze Dánsko, tedy až do doby, než v 17. století začala okupace Švédska. V té době se dánsko-švédský farmářský pes rozšířil i sem. Předky těchto psů bychom hledali mezi středně velkými pinči z Německa, Anglie a Francie. Původní označení tohoto plemene bylo dánský foxteriér nebo skandinávský teriér. Tito psi ale ještě před druhou světovou válkou začali z neznámých důvodů mizet, avšak nic nebylo dokumentováno, jelikož se oficiálně nejednalo o uznané psí plemeno. Plemeno skutečně vymřelo a dlouhou dobu bylo považováno za vymřelé, než jej ve druhé polovině 20. století znovuoživili dánsko-švédští kynologové. Toto oživení bylo úspěšné a roku 1987 byl dánsko-švédský farmářský pes uznán všemi severskými chovatelskými kluby. Toho roku byl také sepsán první oficiální standard, který je, s menšími úpravami, používán i dnes.

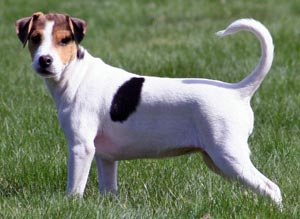

V Česku toto psí plemeno není příliš známé, ani rozšířené, ale zdejší chov se začíná formovat — v druhé polovině roku 2015 se zde narodil první vrh štěňat. Plemeno se již rozšířilo i mimo Evropu a proto v roce 2003 vznikl v USA Danish/Swedish Farmdog Club of America. Plemeno se využívá již jen jako společník vhodný pro sportovce.

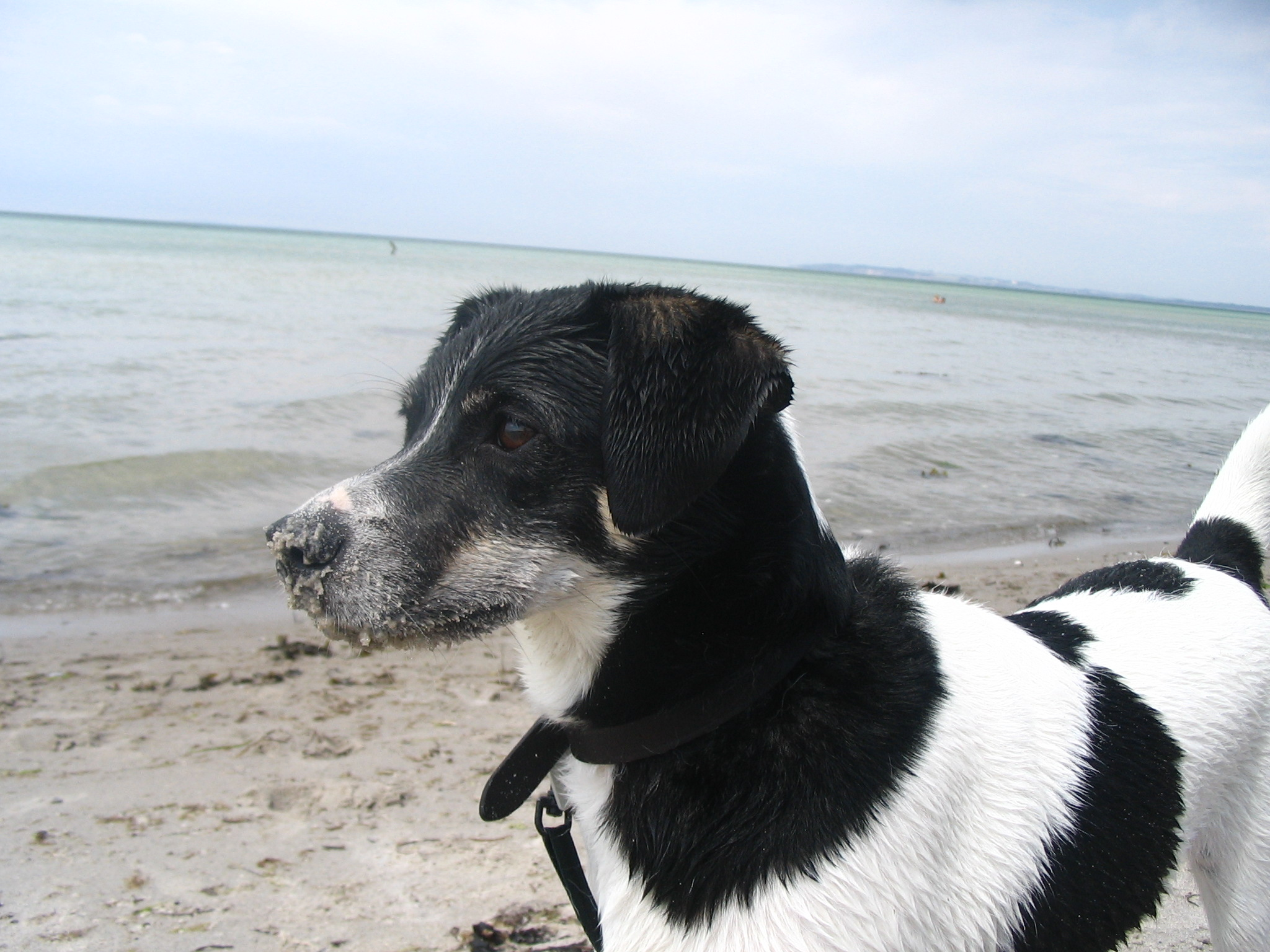

## Vzhled
Dánsko-švédský selský pes je spíše malé psí plemeno s kompaktním tělem a lehkou, ale dobře osvalenou konstrukcí. Srst, která pokrývá celé tělo, je krátká, přiléhavá, na dotek spíše hrubá a s podsadou. Je bez zápachu a zbarvení bývá bílé s hnědými, černými, červenými nebo oranžovými znaky. Ideální kohoutková výška dospělých jedinců je 32 až 37 cm, hmotnost se pohybuje mezi 7 a 12 kg.
Hlava je malá, trojúhelníková, s širokou, lehce zaoblenou lebkou a dobře vyjádřeným stopem. Čelisti jsou silné, s nůžkovým skusem. Uši jsou natočené dopředu, umístěné daleko od sebe a po stranách hlavy. Mají trojúhelníkovitý tvar a srst na nich netvoří volánky. Hřbet je poměrně dlouhý, široký, s dobře klenutými žebry. Ocas je buď přiměřeně dlouhý nebo se štěně narodí s vrozeně zkráceným ocasem, nikdy se nekupíruje.
Dánsko-švédský farmářský pes je lehce zaměnitelný s hladkosrstým foxteriérem, ten má ale protáhlejší hlavu a delší nohy. Je také o něco vyšší, ale zároveň lehčí.

## Povaha
Tito psi jsou milí, přátelští a nekonfliktní, čímž se značně liší od teriérů. Rychle si navyknou na životní styl svého majitele a přizpůsobí se mu. Jsou schopní i hnát zvířata, ke kterým mají kladný vztah, to se ale nedá říct o jejich vztahu k hlodavcům. Mají vůči nim přirozené lovecké pudy a málokdy odolají lovu. Dánsko-švédský farmářský pes dobře vychází i s dětmi, jejichž hry je schopný přetrpět. Jedná se o bystré, inteligentní a samostatné plemeno, takže se rychle učí a umí si i sám poradit s nečekanými vetřelci. Přestože dánsko-švédský farmářský pes neimponuje velikostí, je to dobrý hlídač, který na každého kolemjdoucího upozorní hlasitým štěkotem a v případě nutnosti je schopný svůj majetek i rodinu do krve bránit. Jinak se k cizím chová přátelsky nebo je ignoruje.